# Requiem for a Dream (ścieżka dźwiękowa)
Requiem for a Dream – ścieżka dźwiękowa do filmu Requiem dla snu, wydana 10 października 2000 roku przez Nonesuch Records. Ścieżka dźwiękowa została skomponowana przez Clinta Mansella, przy gościnnym udziale kwartetu smyczkowego Kronos Quartet.

## Lista utworów
Źródło: Discogs

### Summer
| Nr  | Tytuł                                    | Długość |
| --- | ---------------------------------------- | ------- |
| 1.  | „Summer Overture”                        | 02:36   |
| 2.  | „Party”                                  | 00:28   |
| 3.  | „Coney Island Dreaming”                  | 01:04   |
| 4.  | „Party”                                  | 00:36   |
| 5.  | „Chocolate Charms”                       | 00:25   |
| 6.  | „Ghosts of Things to Come”               | 01:33   |
| 7.  | „Dreams”                                 | 00:44   |
| 8.  | „Tense”                                  | 00:37   |
| 9.  | „Dr. Pill”                               | 00:42   |
| 10. | „High on Life”                           | 00:11   |
| 11. | „Ghosts”                                 | 01:21   |
| 12. | „Crimin' & Dealin’”                      | 01:44   |
| 13. | „Hope Overture”                          | 02:31   |
| 14. | „Tense”                                  | 00:28   |
| 15. | „Bialy & Lox Conga” (utwór The Moonrats) | 00:45   |

### Fall
| Nr  | Tytuł                                                 | Długość |
| --- | ----------------------------------------------------- | ------- |
| 16. | „Cleaning Apartment”                                  | 01:25   |
| 17. | „Ghosts–Falling”                                      | 01:11   |
| 18. | „Dreams”                                              | 01:02   |
| 19. | „Arnold”                                              | 02:35   |
| 20. | „Marion Barfs”                                        | 02:22   |
| 21. | „Supermarket Sweep”                                   | 02:14   |
| 22. | „Dreams”                                              | 00:32   |
| 23. | „Sara Goldfarb Has Left the Building”                 | 01:17   |
| 24. | „Bugs Got a Devilish Grin Conga” (utwór The Moonrats) | 00:57   |

### Winter
| Nr  | Tytuł                      | Długość |
| --- | -------------------------- | ------- |
| 25. | „Winter Overture”          | 00:19   |
| 26. | „Southern Hospitality”     | 01:23   |
| 27. | „Fear”                     | 02:26   |
| 28. | „Full Tense”               | 01:04   |
| 29. | „The Beginning of the End” | 04:28   |
| 30. | „Ghosts of a Future Lost”  | 01:50   |
| 31. | „Meltdown”                 | 03:55   |
| 32. | „Lux Aeterna”              | 03:54   |
| 33. | „Coney Island Low”         | 02:13   |

## Notowania na listach sprzedaży
| Kraj    | Lista (2001/2002) | Najwyższa pozycja |
| ------- | ----------------- | ----------------- |
| Francja | Top 150 Albums    | 105               |